# Rhododendron oreodoxa
Rhododendron oreodoxa är en ljungväxtart som beskrevs av Adrien René Franchet. Rhododendron oreodoxa ingår i släktet rododendron, och familjen ljungväxter.

## Underarter
Arten delas in i följande underarter:
- R. o. adenostylosum
- R. o. fargesii
- R. o. shensiense

## Bildgalleri

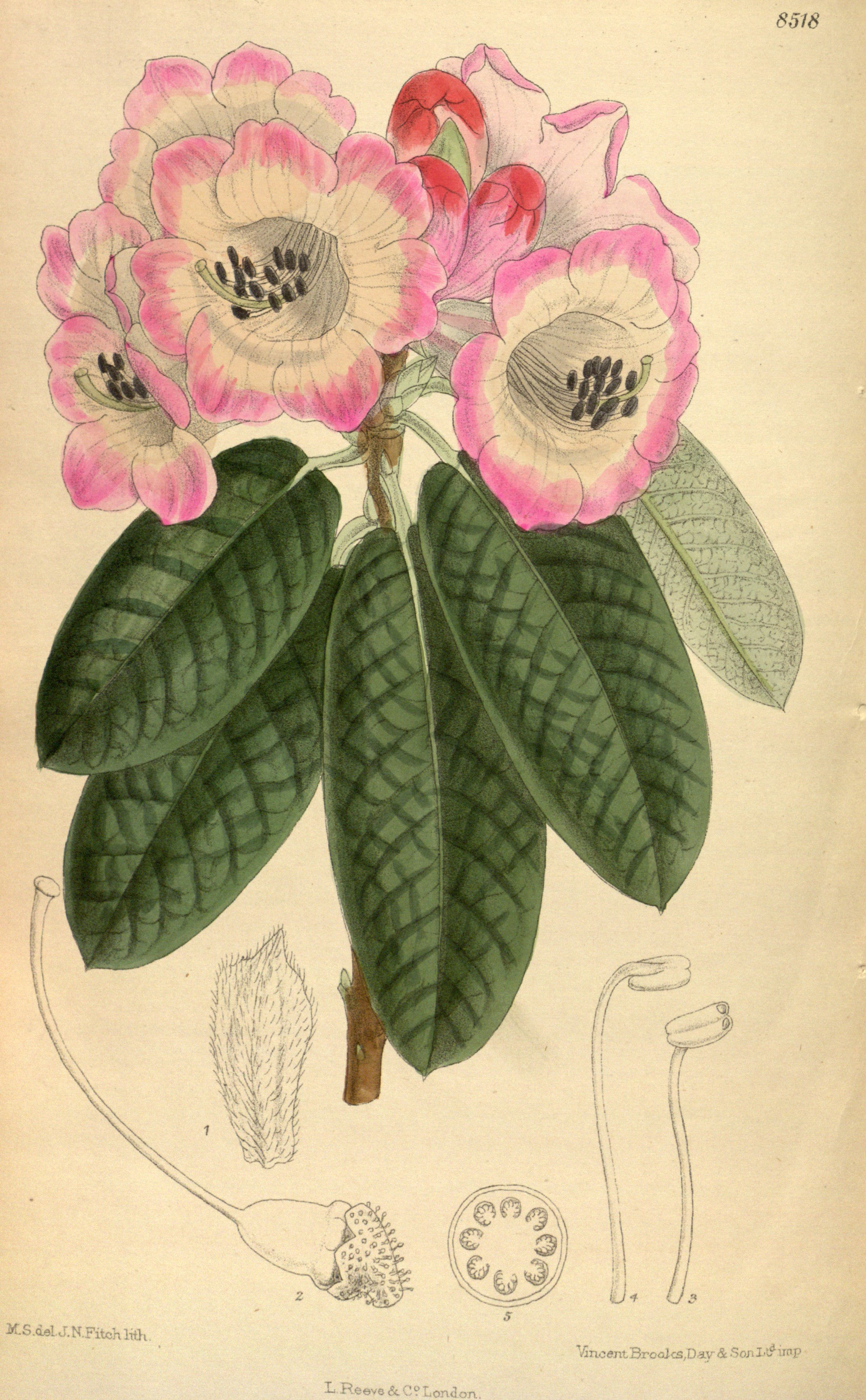
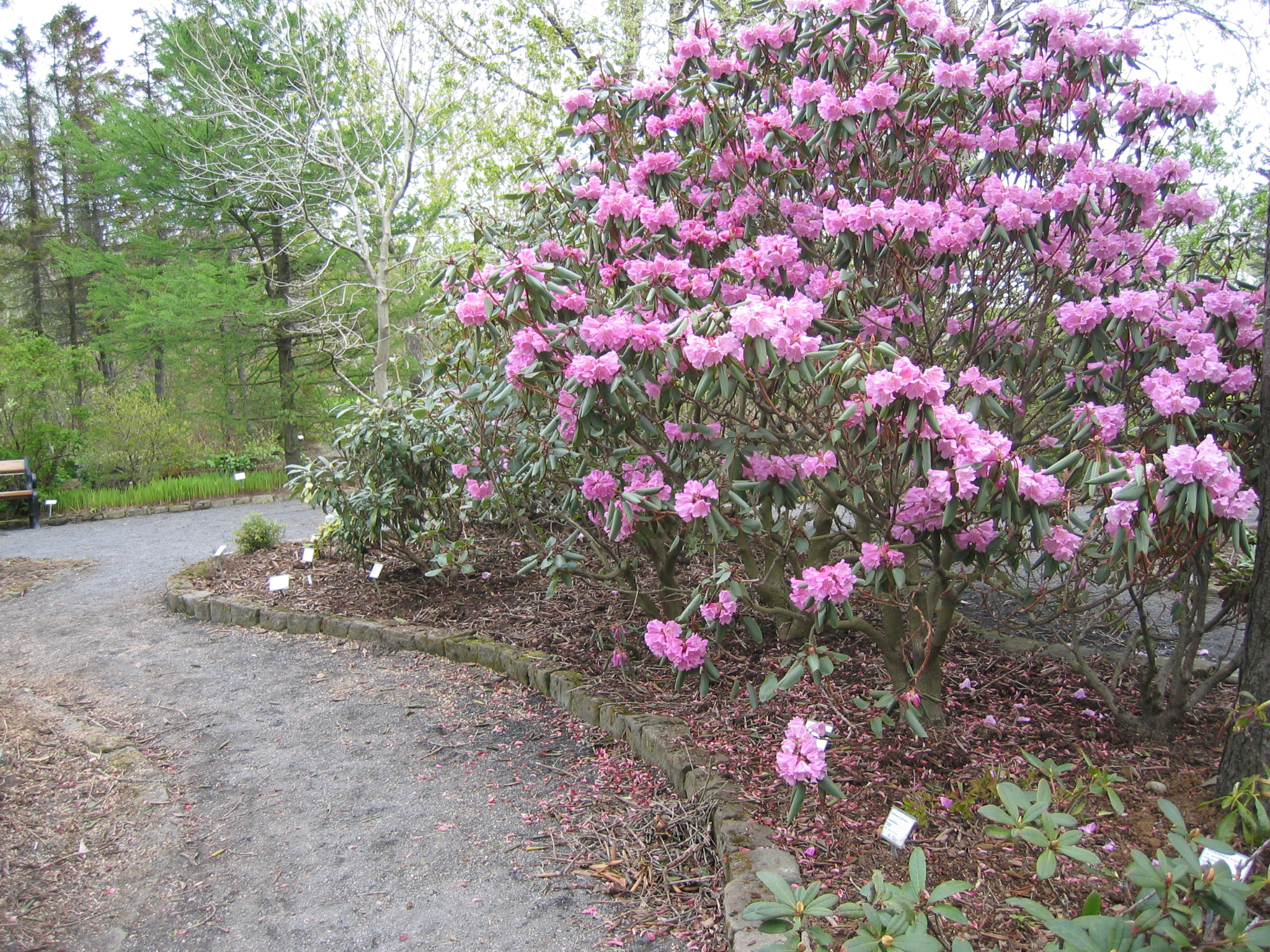
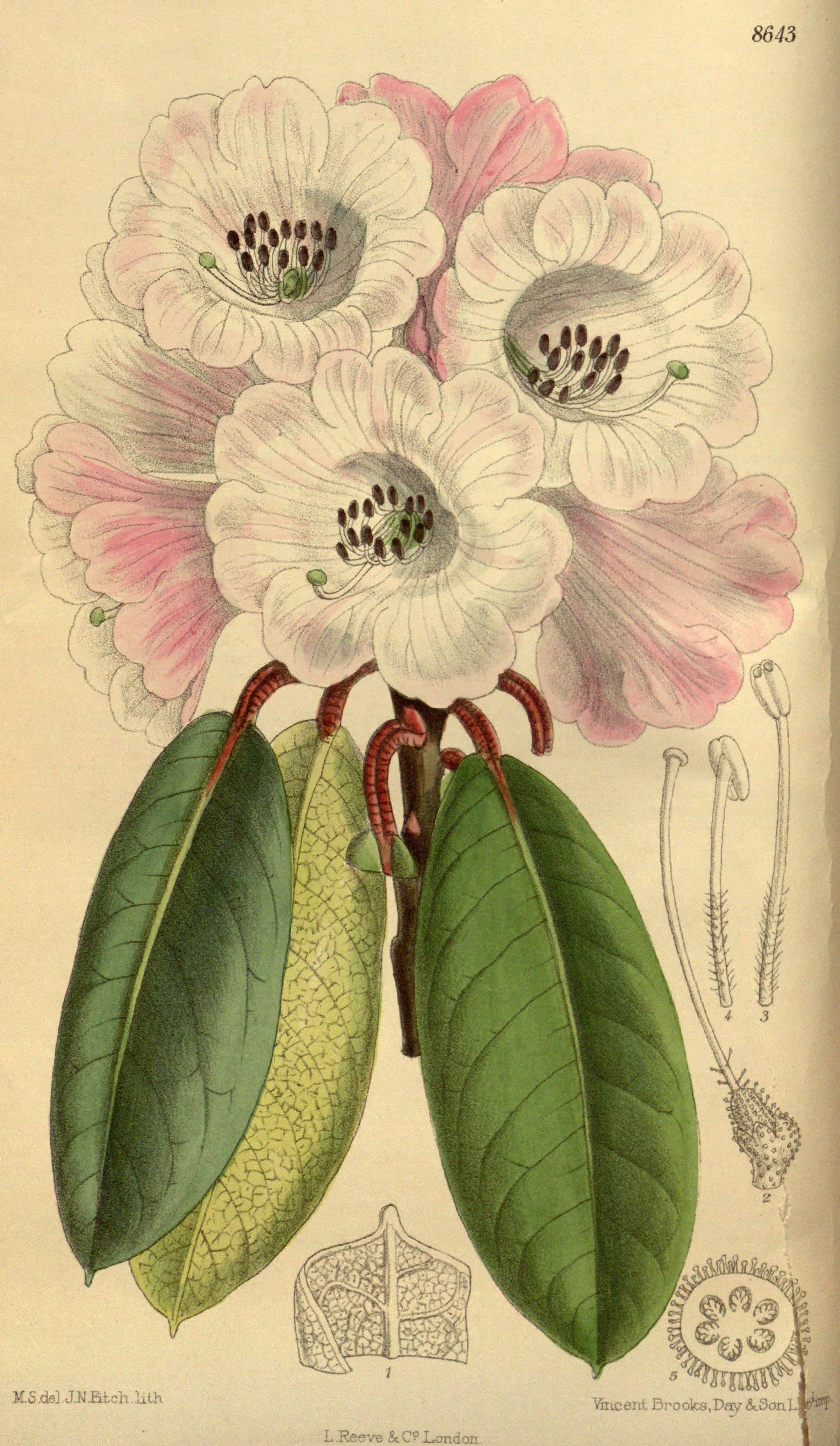
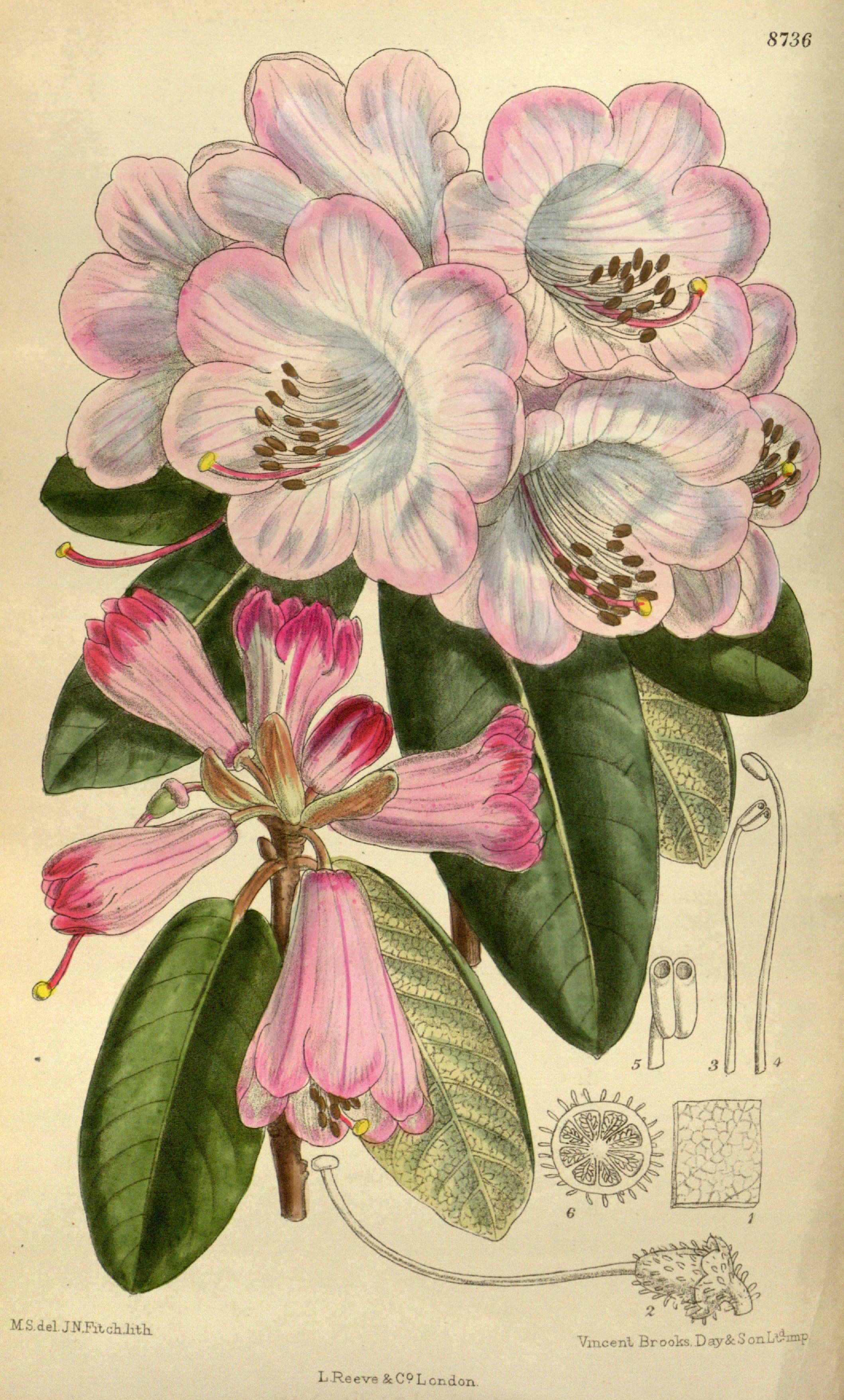